# Проточный (Красноярский край)
Проточный — посёлок в Бирилюсском районе Красноярского края России. Административный центр Проточенского сельсовета. 

## География
Находится севернее реки Чулым, примерно в 75 км к северо-западу от районного центра, села Новобирилюссы, на высоте 155 метров над уровнем моря.

## Население
| 2010 |
| ---- |
| 273  |

Гендерный состав
По данным Всероссийской переписи населения 2010 года 141 мужчина и 132 женщины из 273 чел.

## Улицы
Уличная сеть посёлка состоит из 12 улиц.